# Edwardsina aberrans
Edwardsina aberrans är en tvåvingeart som beskrevs av Peter Zwick 1977. Edwardsina aberrans ingår i släktet Edwardsina och familjen Blephariceridae. Inga underarter finns listade i Catalogue of Life.